# Trévol
Trévol – miejscowość i gmina we Francji, w regionie Owernia-Rodan-Alpy, w departamencie Allier.

## Demografia
Według danych na rok 1990 gminę zamieszkiwało 1405 osób, a gęstość zaludnienia wynosiła 34 osoby/km². W styczniu 2015 r. Trévol zamieszkiwało 1741 osób, przy gęstości zaludnienia wynoszącej 42,1 osób/km².

## Miasta partnerskie
Miejscowością partnerską Trévol w Polsce jest Osjaków.